# 白兴华
白兴华（1925年5月—2013年7月13日），山西省五台县人。据档案，1940年白兴华“参加革命工作”，1942年加入中国共产党。白兴华曾任原平县委书记、运城地委书记、雁北地委书记。退休后，白兴华担任山西省老区建设促进会副会长兼秘书长、山西省扶贫基金会理事长。2013年7月13日病逝于太原。